# Mikroregion Polabský Luh
Mikroregion Polabský Luh je dobrovolný svazek obcí podle zákona v okresu Kolín a okresu Nymburk, jeho sídlem je Kolín a jeho cílem je celkový rozvoj mikroregionu, životního prostředí a cestovního ruchu. Sdružuje celkem 4 obce a byl založen v roce 2003.

## Obce sdružené v mikroregionu
- Velký Osek
- Veltruby
- Opolany
- Volárna